# Sant Sebastià de la Roca
Sant Sebastià de la Roca és una capella de la població rossellonesa de la Roca d'Albera, a la Catalunya del Nord.
És a l'oest del turó on es dreça el castell de la Roca, a l'esquerra de la Ribera de la Roca, afluent del Tec. És en el Carrer de Roca Vella, a prop de la cantonada amb el Carrer de Sant Sebastià.

## Història
L'edifici fou bastit al segle x o en data més tardana, però hauria estat refet el 1590 a causa que una epidèmia de pesta (la del 1561 que afectà Perpinyà, potser) havia revifat el culte a sant Sebastià, l'advocació que es creia que protegia de la malaltia. Tot i això, l'església no està documentada fins al segle xiv.
Amb l'adveniment de la República i les lleis de confiscació dels edificis religiosos, la capella va ser venuda a Raphaël Destrampe, per 140 francs, l'1 de setembre del 1798. Va ser adquirida per la municipalitat de la Roca, durant el mandat de l'alcalde Sébastien Martinez (1983-1989).

## Característiques
És un edifici d'una sola nau, amb un absis trapezoïdal amb cobertura de volta, i rematat amb un campanar d'espadanya, d'una obertura. Modernament, hom ha reformat l'església considerablement. L'aparell és de pedres de gneis lligades amb morter de calç.